# Tullintori
Le marché douanier (finnois : Tullintori) est un centre commercial du quartier de Tulli à Tampere en Finlande..

## Présentation
Le centre abrite une cinquantaine de magasins.
Les trois étages supérieurs accueillent principalement des bureaux. 
Le nombre annuel de visiteurs du centre commercial  de Tullintori est d'environ 2,9 millions.
Le centre est situé à proximité de la gare de Tampere, il est relie a l'hôtel Torni et a l'hôtel Villa du groupe Sokos.

## Galerie

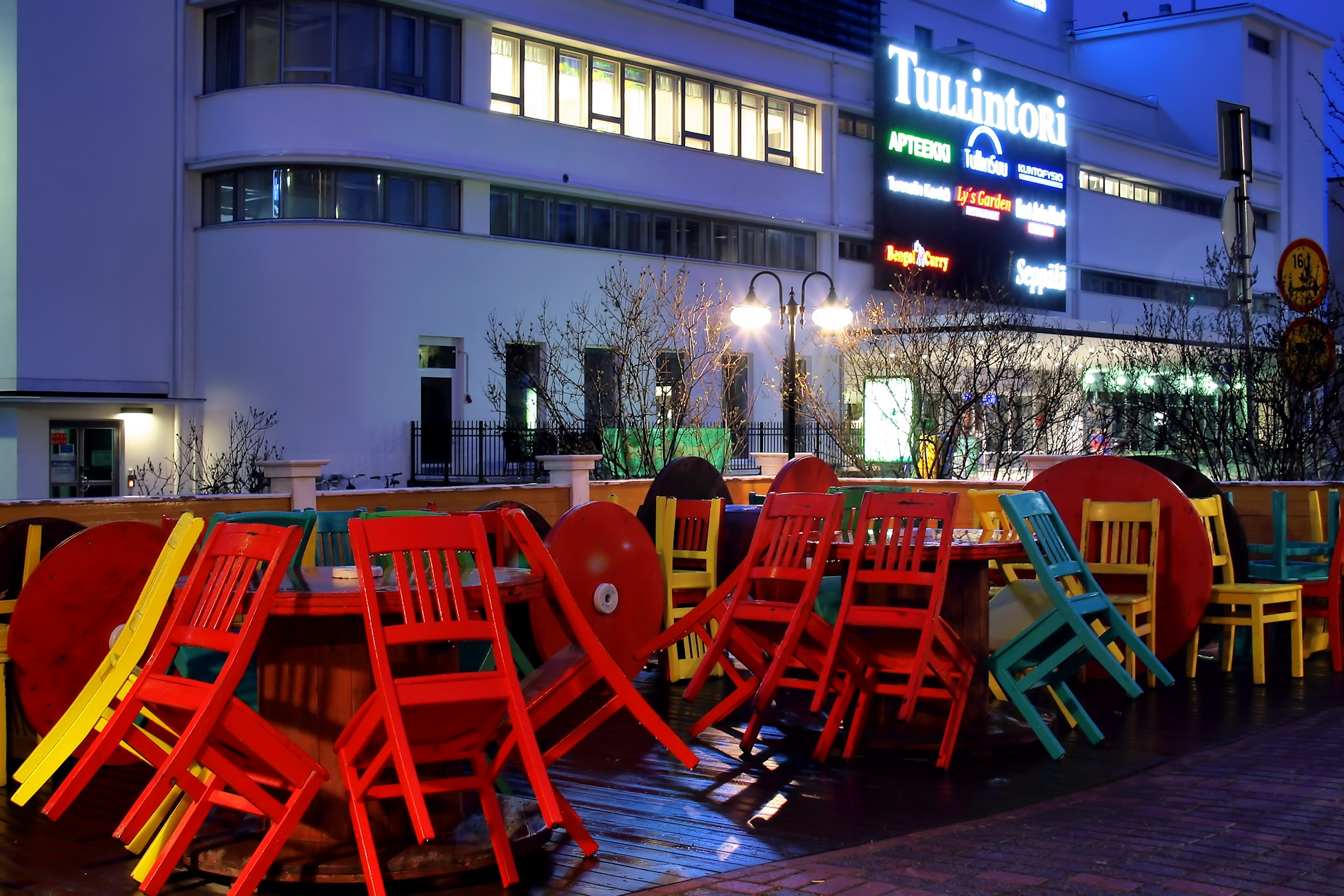
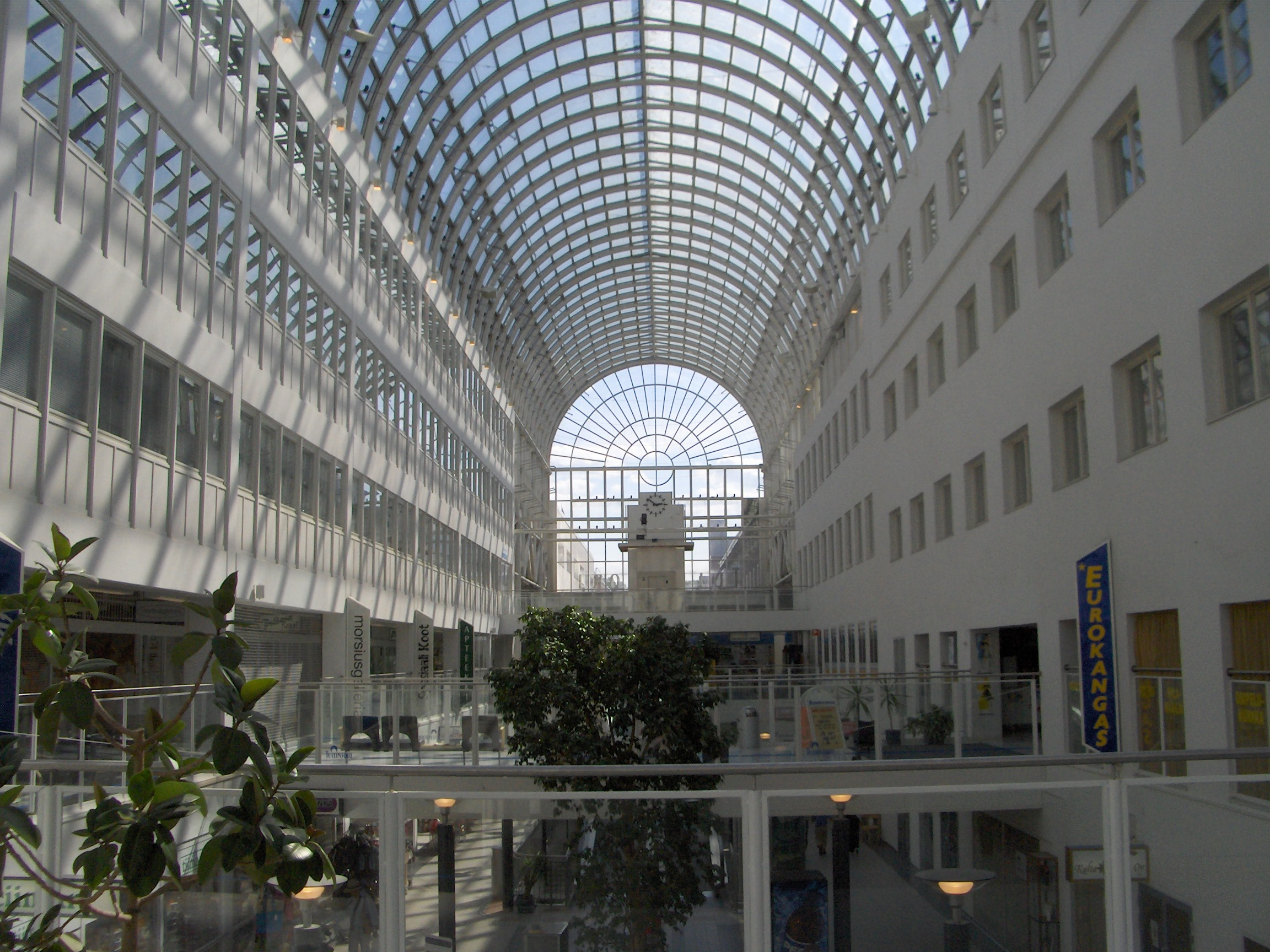
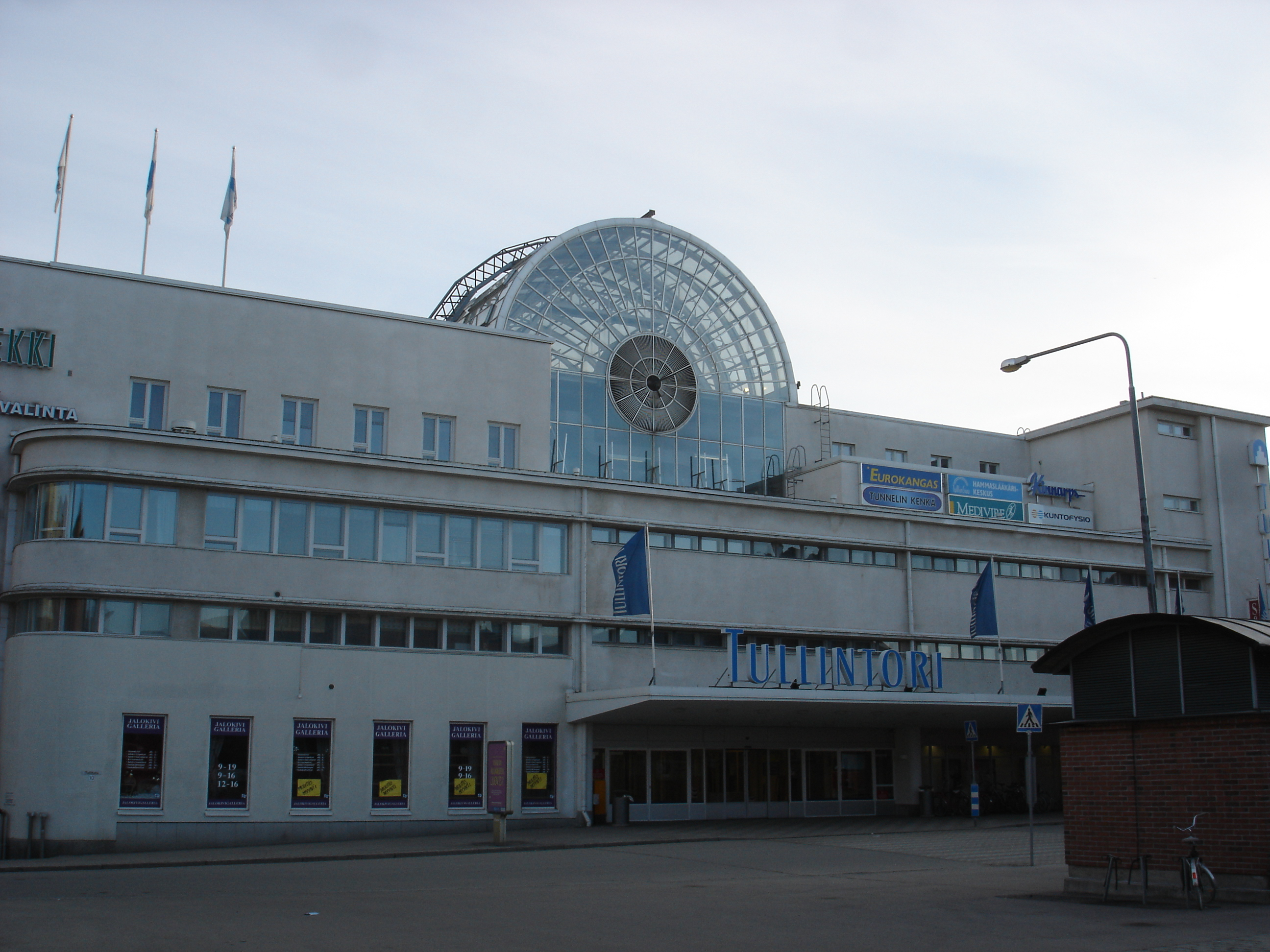

## Enseignes
| Type                                               | Nombre |
| -------------------------------------------------- | ------ |
| Mode et accessoires                                | 7      |
| Produits de beauté et de santé                     | 1      |
| Mobilier, décoration et fournitures pour la maison | 3      |
| Épicerie                                           | 5      |
| Loisirs                                            | 2      |
| Autres magasins                                    | 1      |
| Cafés et restaurants                               | 8      |
| Services de beauté et de bien-être                 | 6      |
| Services de divertissement et de loisirs           | 3      |
| Total des locaux commerciaux à louer               | 3      |
| Total                                              | 39     |